# Ferdinand Carl Boeheim
Ferdinand Carl Boeheim, auch Böheim, (* 10. Oktober 1794 in Znaim; † 30. Mai 1835 in Wiener Neustadt) war ein österreichischer Beamter und Lokalforscher.

## Leben
Er war seit 1821 als städtischer Beamter („Magistratskanzlist“) in Wiener Neustadt tätig. 1829 wurde er Registrar und war für Registratur und Archiv zuständig. Der Bürgermeister von Wiener Neustadt Felix Mießl beauftragte ihn 1824 nach den Anweisungen des kunstverständigen Magistratsrates Johann Nepomuk Fronner die „Antiquitäten“ der Stadt zu ordnen und zu katalogisieren. Das Ergebnis war ein gedrucktes Inventarbuch mit 72 Objektbeschreibungen, darunter der Corvinusbecher, ein silbernes Evangeliar, und mehrere Ölgemälde des Historienmalers Josef Ferdinand Waßhuber aus Wiener Neustadt. 1825 kuratierte Boeheim mit Fronner eine Aufstellung des Antiquitäten Cabinet im Rathaus, welches zum Grundstock des Stadtmuseums wurde.
Ferdinand Carl Boeheim war mit Katharina (–1834) verheiratet, Tochter des Wiener Neustädter Bürgerspitalsverwalters Leopold Penshönnig. Ihre beiden Söhne waren Karl Boeheim (1830–1870), Maler, und Wendelin Josef Boeheim (1832–1900), Offizier und Waffenkundler.
Nach ihm ist die Böheimgasse in Wiener Neustadt benannt.

## Veröffentlichungen
- Chronik von Wiener–Neustadt. Mayer et Comp., Wien 1830. (Digitalisat).
  - Ferdinand Karl Böheim's Chronik von Wiener-Neustadt vielfach vermehrt, bis auf die Jetztzeit ergänzt und neu herausgegeben von Wendelin Böheim, mit der Biographie des Verfassers. Wien 1863 (Digitalisat Band 1, Band 2).
- Die Burg zu Wiener-Neustadt und ihre Denkwürdigkeiten. Historisch und archäologisch beschrieben.  In: Beiträge zur Landeskunde Österreichs unter der Enns Bd. 4, 1834,  S. 1–83 (Digitalisat).
- Beitrag zur Baugeschichte des St. Stephansdomes in Wien. In: Österreichische Zeitschrift für Geschichts- und Staatskunde Bd. 1, 1835 S. 69–70
- Kirche und Kloster der Minoriten in Wiener-Neustadt. In: Österreichische Zeitschrift für Geschichts- und Staatskunde Bd. 2, 1836, S. 122–123, 127–128, 130–132